# Sèrie 2300 de Renfe
La sèrie 2300 de Renfe fou una sèrie d'automotors dièsel construïts entre els anys 1966 i 1968 per les companyies MAN SE, Euskalduna i MACOSA.
La sèrie 2300 va ser operada pels Ferrocarrils Espanyols de Via Estreta (FEVE), la Societat General de Ferrocarrils Basco-Asturiana (FCBA), la Companyia General dels Ferrocarrils Catalans (CGFC) i posteriorment els Ferrocarrils de la Generalitat de Catalunya (FGC), la Companyia del Ferrocarril Cantàbric (FC), la Companyia dels Ferrocarrils Econòmics d'Astúries (FA), els Serveis Ferroviaris de Mallorca (SFM) i, finalment, els Ferrocarrils de la Generalitat Valenciana (FGV), qui els continuà emprant a la línia Dénia-Alacant fins a l'any 2017. A partir d'aquesta sèrie es desenvolupà la sèrie 2600 de Renfe, que en versió elèctrica és la sèrie 3600.

## Història

### FEVE
Els Ferrocarrils Espanyols de Via Estreta (FEVE), van ser els primers, junt amb la CGFC, que començaren a utilitzar la sèrie 2300 a la dècada de 1960. FEVE destinà aquestes unitats a les seues línies heretades al nord de la península ibèrica: al País Basc, Cantabria, Astúries, Galícia i Lleó. A principis del segle XXI, Renfe-FEVE va desenvolupar a partir d'aquesta sèrie la sèrie 2600, que només suposa un canvi estètic ja que conserva els mateixos motors dièsel; també desenvolupà la sèrie 3600, amb el mateix aspecte que la 2600 i el mateix origen de la sèrie 2300 però amb una propulsió elèctrica.

### CGFC-FGC

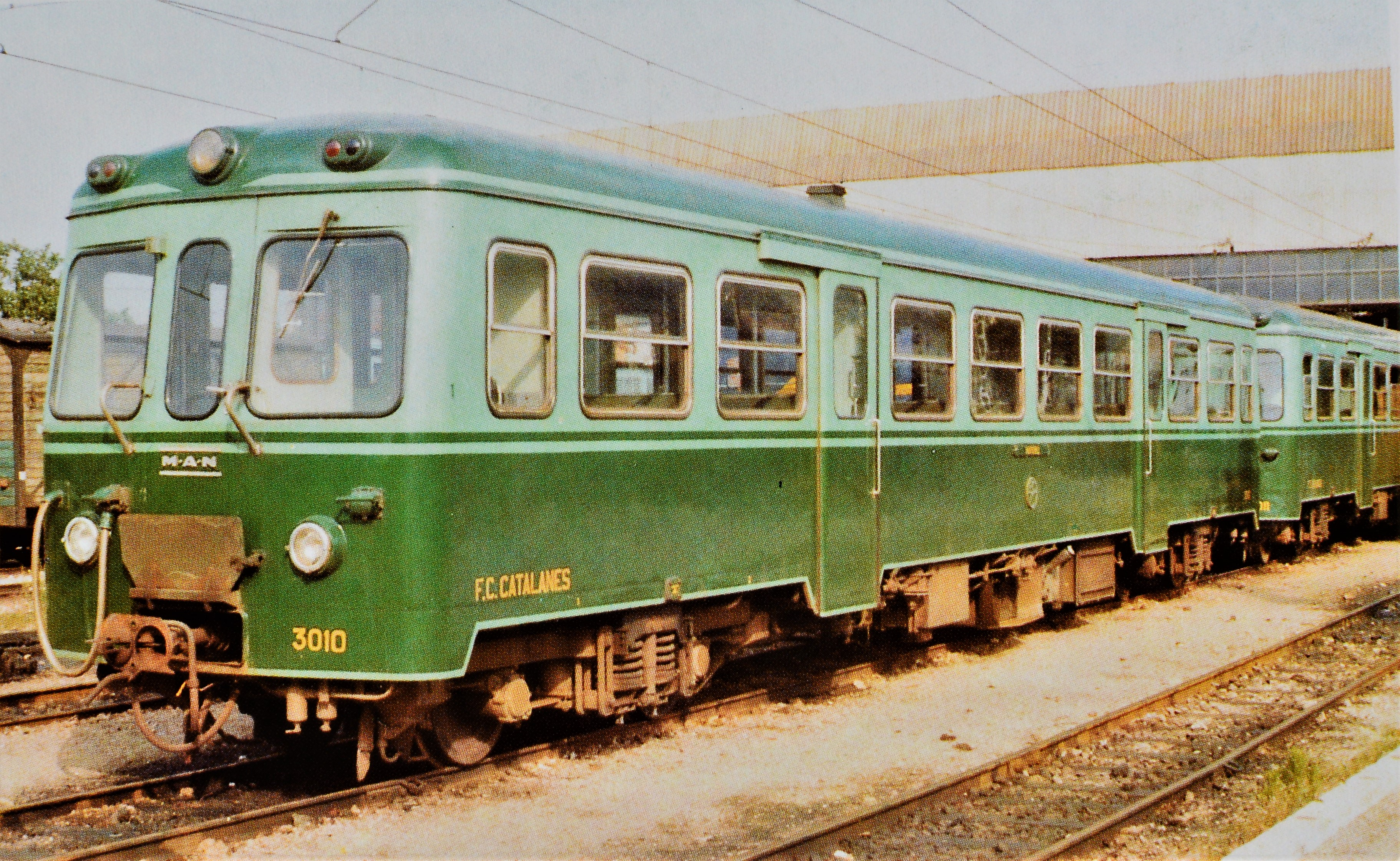
Sèrie 2300 (3000) de CGFC

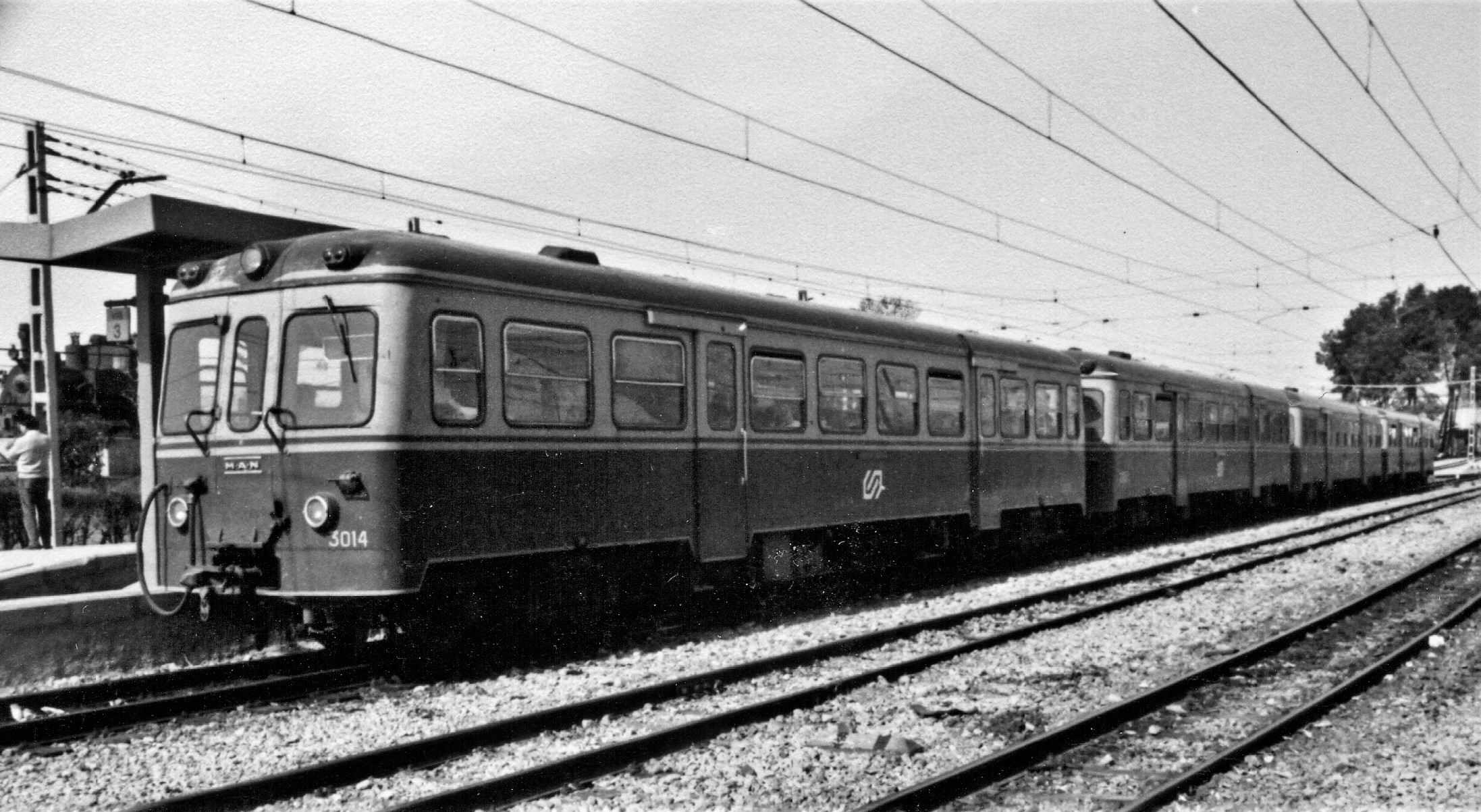
Sèrie 2300 (3000) de FGC

Tot i que a Catalunya aquests automotors formen part de la seua pròpia sèrie, els 3000, tant per la Companyia General dels Ferrocarrils Catalans (CGFC) com per als Ferrocarrils de la Generalitat de Catalunya (FGC), s'han inclòs dins d'aquest artícle perque formen part de la mateixa fabricació. La coincidència d'haver triat el mateix model no és tal, sinó que totes les companyies ferroviàries de via estreta van decidir adquirir el mateix model per tal de reduir les despeses.
La CGFC va rebre les primeres unitats l'any 1959 i les destinà a les línies de Barcelona a Manresa, Olvàn-Berga i Guardiola de Berguedà. Amb la dissolució d'aquesta i la integració de la seua estructura en FGC, la sèrie 3000 (2300) continuà en servei fins als anys 1983-1984, quan varen ser transformades en la moderna sèrie 3000 de FGC, en servei fins a l'any 1999.

### SFM

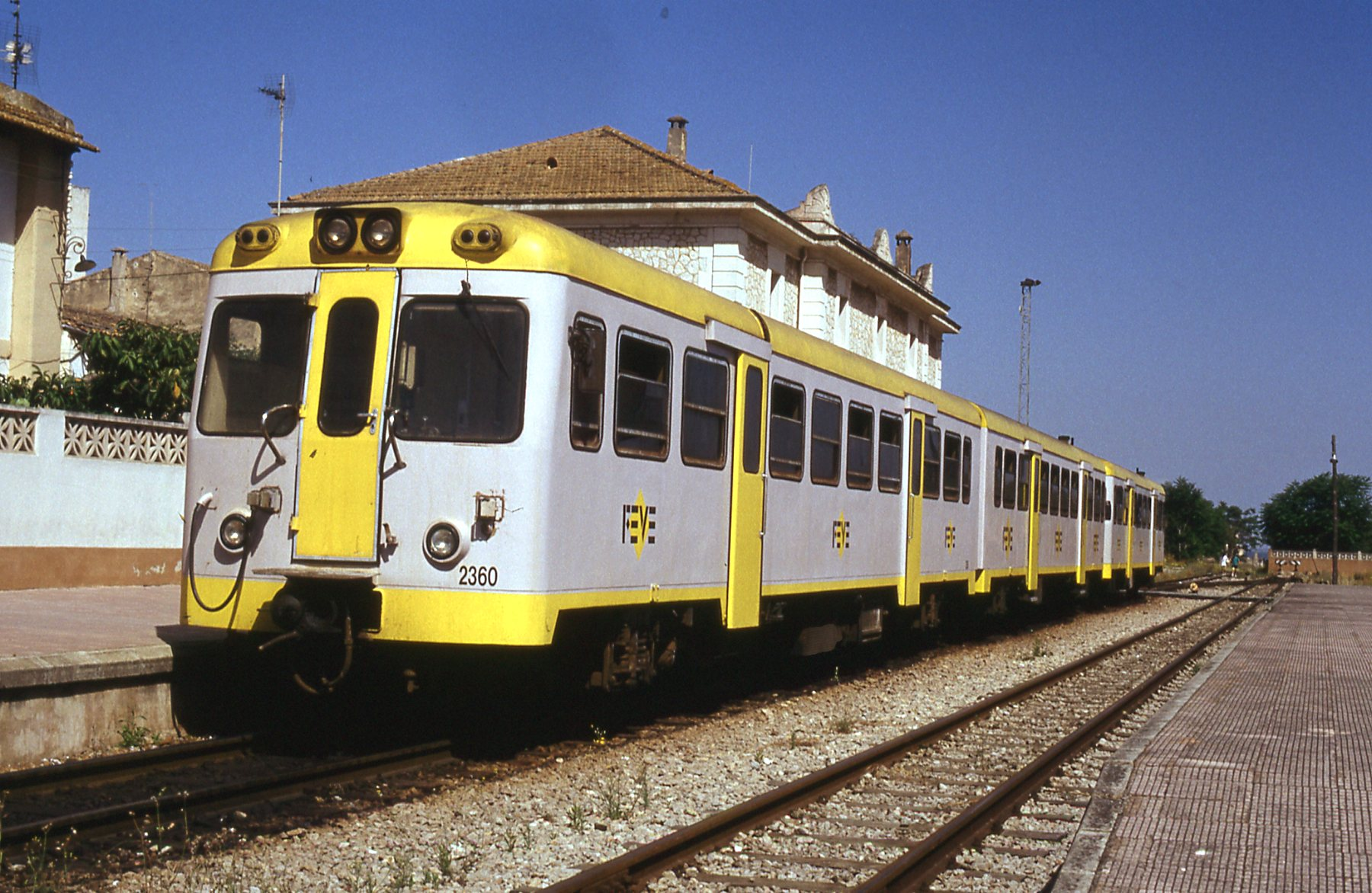
Unitat a Mallorca

Quan l'any 1994 els recentment creats Serveis Ferroviaris de Mallorca (SFM) es feren càrrec de la infraestructura dels Ferrocarrils Espanyols de Via Estreta (FEVE) a Mallorca, es trobaren amb una flota de diversos automotors dièsel de la sèrie 2300 que la FEVE havia traslladat des de Múrcia a l'illa poc abans. L'any 1997, SFM va vendre les unitats als Serveis Ferroviaris del Chaco (SEFECHA), a la província homònima de l'Argentina.

### FGV

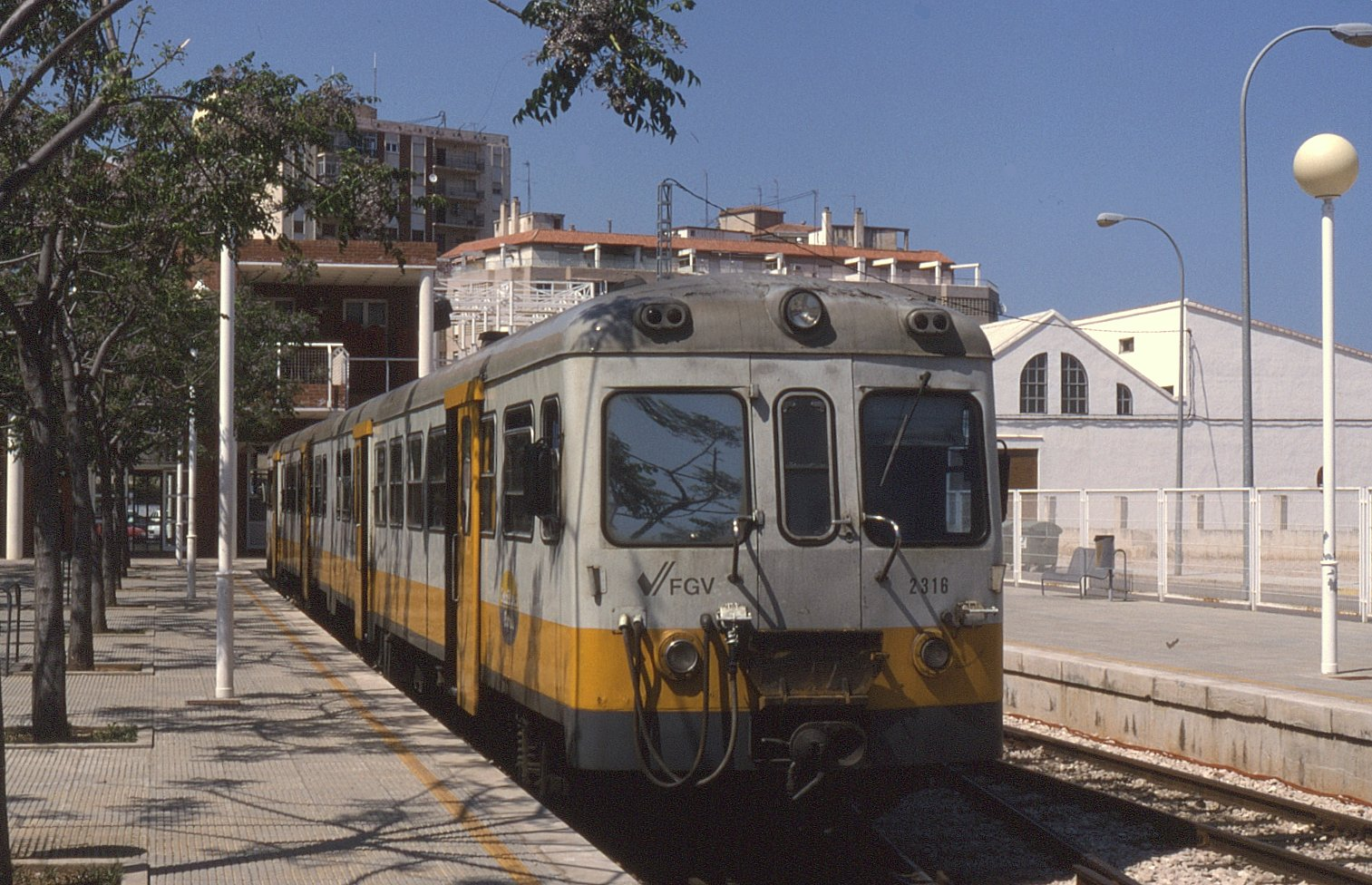
Sèrie 2300 de FGV a Dénia (1997)

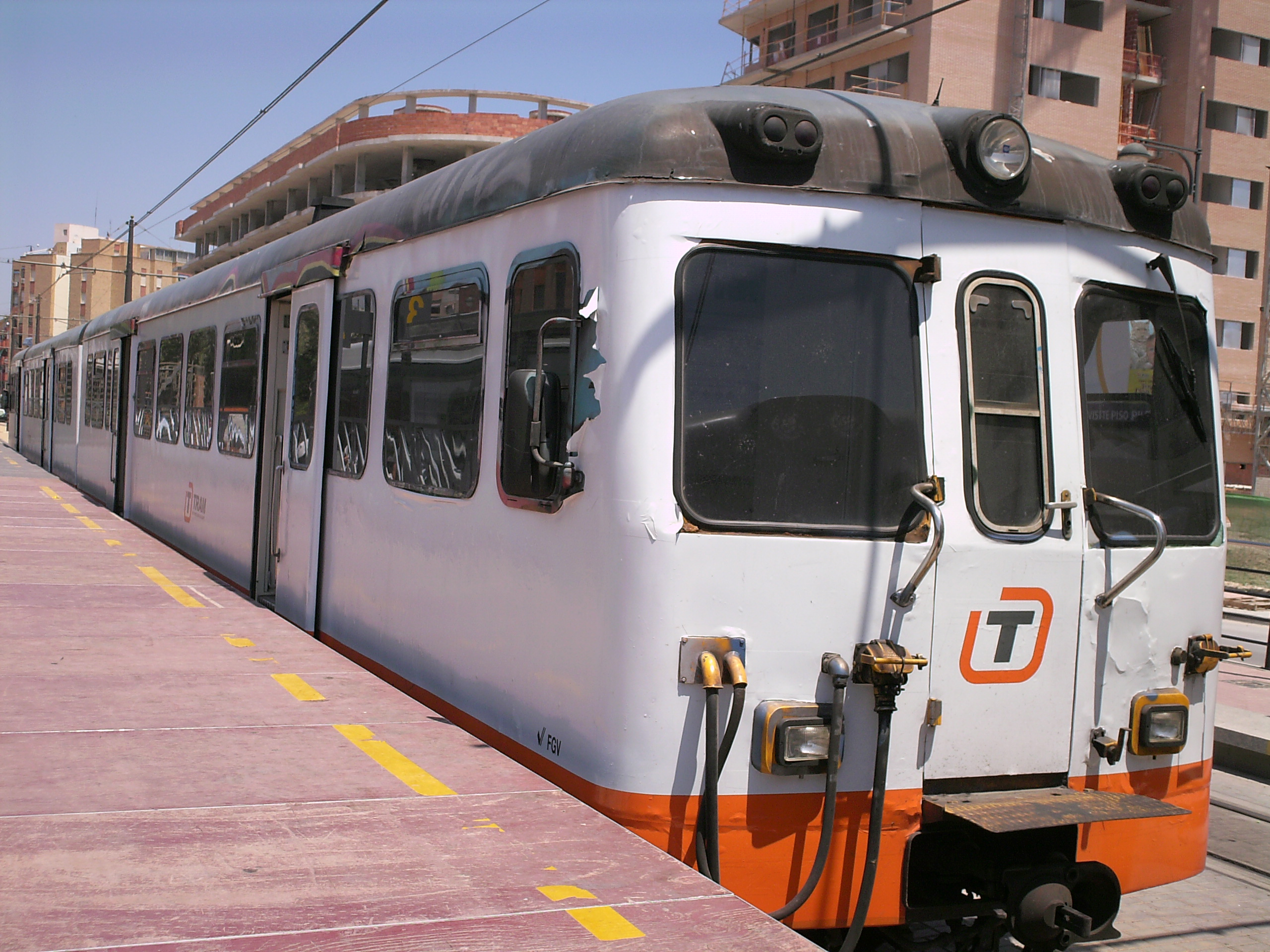
2300 de FGV amb els colors del TRAM a l'estació del Campello

L'any 1987, Ferrocarrils de la Generalitat Valenciana (FGV) va prendre possessió de totes les línies d'ample mètric de FEVE al País Valencià. Abans del traspás, FEVE tenia diversos automotors 2300 a la línia Alacant-Dénia, conegut com a el trenet de la Marina. FGV va seguir utilitzant-los i, quan l'any 1999 es creà la marca comercial del TRAM d'Alacant, foren repintats d'acord a aquest servei. L'any 2006, FGV va crear la sèrie 2500 a partir d'antigues unitats de la sèrie 2300 reformades i millorades. Actualment, a data de 2021, ja no presta servei cap 2300, només 2500 que, com ja s'ha dit abans, són en esència les unitats 2300.